# 日野市立平山小学校
日野市立平山小学校（ひのしりつ ひらやましょうがっこう）は、東京都日野市にある公立小学校。

## 概要
- 令和６年度・７年度　東京都教育委員会体育健康教育推進校[1]
- 令和６年度・７年度　日野市教育委員会研究奨励校
- 平山小学校合唱団が2024年度開催の第91回NHK全国学校音楽コンクール全国コンクールに初出場し、金賞を受賞[2]。
- 開校から令和4年度末までに卒業生は8,036名にのぼる[3]。

## 沿革
- 1873年（明治6年）5月10日 - 宗印寺を仮校舎とし、本校の前身である真心学舎が開校。
- 1977年（昭和52年） - 児童数がパンク寸前（31学級）になり、プレハブ校舎が建設される。
- 1978年（昭和53年） - 児童数の増加に伴い、平山台小学校が新設される。
- 2000年（平成12年） - 学校適正規模・適正配置の基本方針において平山台小と平山小の統廃合に向けた方針が示される。
- 2004年（平成16年） - 平山台小・平山小学校統合計画　平成18年に平山台小との統合が決定。
- 2006年（平成18年）4月 - 平山台小と再統合。
- 2006年～2007年（平成18年～19年） - 平山小学校改築期間中は、平山台小の校舎を仮校舎として使用。
- 2007年（平成19年）2月8日 - 校歌制定。
- 2023年10月7日（土曜日） - 開校150周年記念式典および平山小学校150周年を祝う会が開催[4]。

## 教育目標
- 人権尊重の精神を基調に、心身共に健康で、たくましく生きる人間性豊かな児童を育成する[5]。

目指す児童像
- すすんで学ぶ力【問題解決力】

　（自ら問いをもち、仲間とともに学ぶひらやまっ子）
- ゆたかな心【人間関係形成力】

　（“いのち”と真心を大切にし、すすんで人の役に立つひらやまっ子）
- たくましい体【実践力】

　（よく運動し、前向きに挑戦するとともに、健康な生活を実践するひらやまっ子）
目指す学校像
- 本校に関わる人々が、前向きに生きる力を育むとともに、一人一人を大切にする学校
- 児童が、できる楽しさ・分かる楽しさ・認められる楽しさを味わうとともに、自分と他者の多様な個性を尊重する
- 保護者・地域住民の方々が学校を信頼し、児童を安心して通学させ、自らも参画する
- 教職員が、個性を生かし、専門性を伸ばし、協働する組織の中で自分の能力を発揮するとともに、子供のよさを見つけ、褒め、活かす

## 通学区域
- 平山全域
- 南平
  - 六丁目22から28番地、七丁目から九丁目[6]

## 主な進学先中学校
- 日野市立平山中学校

## アクセス
- 京王線「平山城址公園駅」から徒歩7分